# Richard Cecil (Politiker, † 1553)

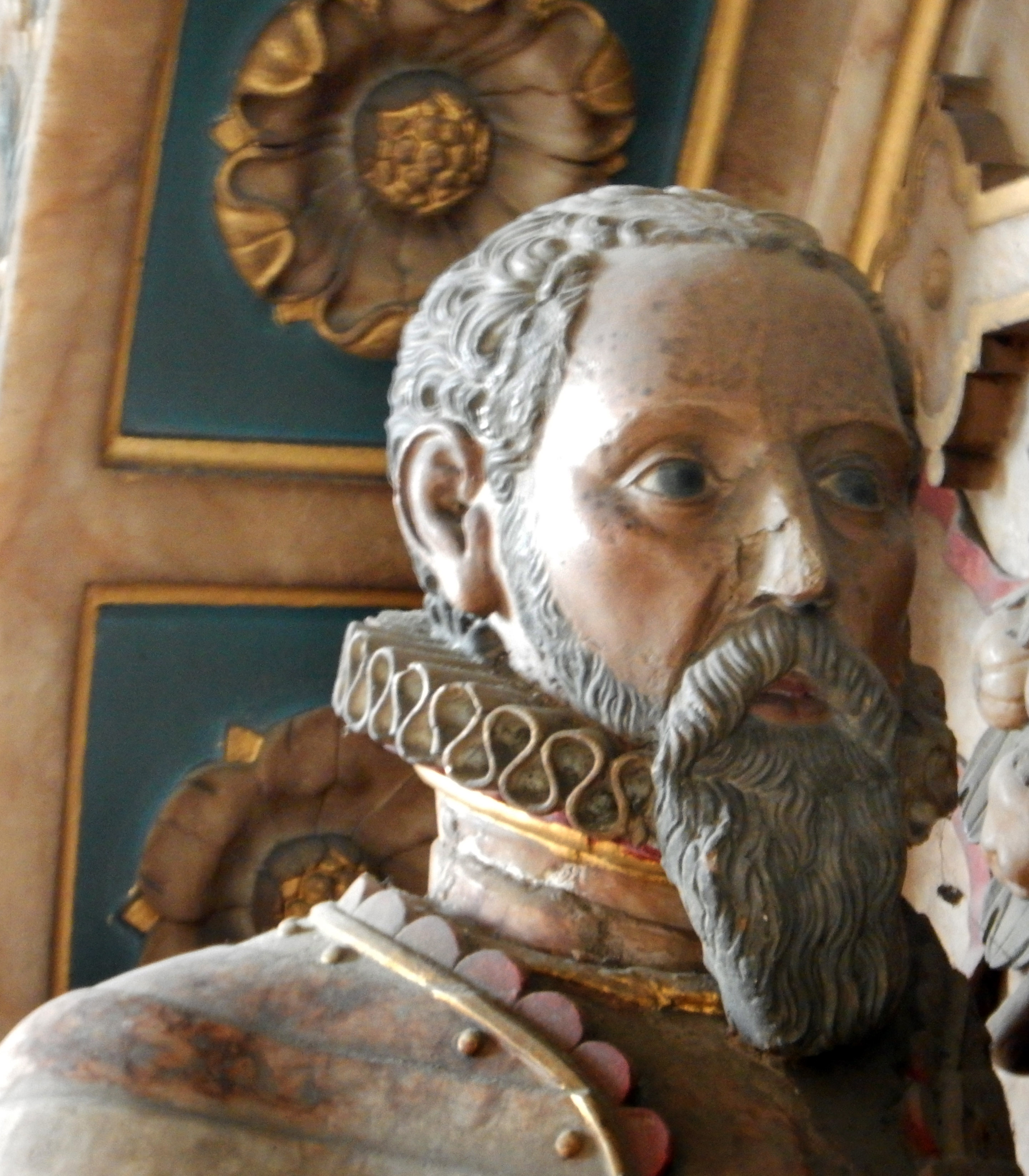
Ausschnitt seines Grabmales

Richard Cecil (* um 1495; † 19. März 1553 in Westminster (London)) war ein englischer Adliger und Höfling aus dem Adelsgeschlecht Cecil.

## Leben
Er war der älteste Sohn und Erbe von David Cecil, Gutsherr von Burghley in Northamptonshire. Sein Vater war walisischer Abstammung, wurde ein Höfling unter König Heinrich VIII. und war von 1532 bis 1533 High Sheriff von Northamptonshire. Auch Richard machte als Höfling unter Heinrich VIII. Karriere. 1517 war er königlicher Page. 1520 war er beim Camp du Drap d’Or anwesend. Er erhielt das Hofamt des Groom of the Robes und wurde Constable von Warwick Castle. 1539 wurde er High Sheriff von Rutland. Von den Klosterplünderungen im Rahmen der Reformation in England erhielt er einen Anteil.

## Familie
Er heiratete Jane Heckington, die Tochter und Erbin von William Heckington, Gutsherr von Bourne in Lincolnshire. Mit ihr hatte er einen Sohn und Erben, sowie drei Töchter:
- William Cecil, 1. Baron Burghley (1520–1598), ⚭ (1) Mary Cheke, ⚭ (2) Mildred Cooke;
- Margaret Cecil, ⚭ (1) Roger Cave, ⚭ (1) Ambrose Smythe, Gutsherr von Husbands Bosworth in Leicestershire;
- Elizabeth Cecil, ⚭ (1) Robert Wingfield, ⚭ (2) Hugh Alington;
- Anne Cecil ⚭ Thomas White († 1580), Gutsherr von Tuxford in Nottinghamshire.

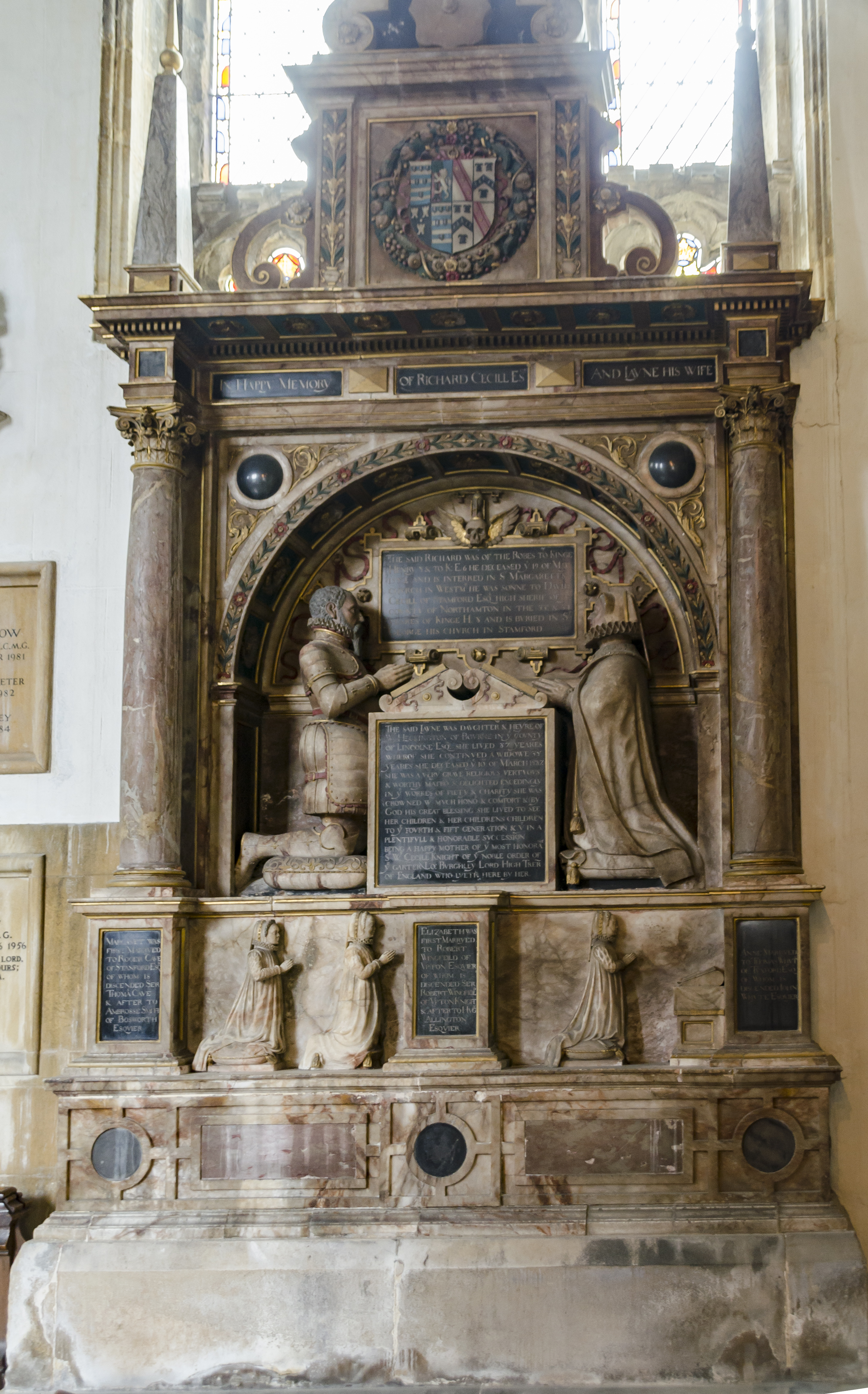
Grab von Sir Richard Cecil in der St Martin’s Church, Stamford

Als Richard starb, hinterließ er seinem Sohn umfangreiche Ländereien, insbesondere in Rutland und Northamptonshire. Er starb in seinem Haus an der Straße Canon Row in der City of Westminster und wurde in dortigen St Margaret’s Church bestattet. Seine Frau Jane war 35 Jahre Witwe und starb am 10. März 1587. Nahe seinem Familiensitz in Burghley wurde für Richard und Jane ein gemeinsames Grabmal in der St Martin’s Church in Stamford errichtet.